# Saint-Calez-en-Saosnois

Saint-Calez-en-Saosnois este o comună în departamentul Sarthe, Franța. În 2009 avea o populație de 172 de locuitori.